# Подлез
Подлезът е пешеходен тунел под нивото на околния терен, който пресича автомобилен път или железопътна линия, позволявайки на пешеходците и велосипедистите да пресекат безопасно.
Подлезите са по-често срещани в Европа (най-често Източна Европа), отколкото в Северна Америка.

## Галерия
- Пътен знак за подлез (бивш СССР)
- Подлез в Ашхабад
- Подлез за пешеходци и велосипедисти под кръгово кръстовище в Кардиф, Уелс
- Входът на подлез в Санкт Петербург
- Подлез в Белгия